# Cabredo
Cabredo là một đô thị trong tỉnh và cộng đồng tự trị Navarra, Tây Ban Nha. Đô thị này có diện tích là 11,90 m².